# Ернст Майстер
Ернст Майстер (на немски: Ernst Meister) е немски писател, автор на стихотворения, проза и радиопиеси.

## Биография
Ернст Майстер завършва гимназия през 1930 г. и по желание на баща си започва да следва теология в Марбургския университет, но после изучава германистика, философия и история на изкуството. От края на 1931 г. следва в Хумболтовия университет в Берлин. Тук публикува през 1932 г. първата си стихосбирка „Изложба“ („Ausstellung“).
След като в Германия идват на власт националсоциалистите, научният му ръководител бяга в изгнание и Майстер не успява да довърши дисертацията си. Като поет публикува рядко, но продължава да пише „за чекмеджето“.
Ернст Майстер взима участие във Втората световна война като обикновен войник. Многообразните си преживявания през войната пресъздава в лирически творби, а също в разкази, радиодрами и театрални пиеси. Едва през 50-те години, след две десетилетия мълчание, Майстер започва отново да публикува свои произведения. Между 1953 и 1979 г. създава повече от 16 тома с поезия заедно с много други литературни творби.
Майстер живее усамотено в Хаген, но от края на 50-те години се превръща в ментор за редица по-млади автори. Поетът и романист Николас Борн е силно повлиян от творчеството му и като член на журито на литературната „Награда Петрарка“ успява през средата на 70-те години да допринесе Майстер да получи отличието и да бъде преоткрит като херметичен, почти забравен поет, чиито творби притежават въздействаща простота и извънвременни качества.
Други по-млади автори, които разпознават значението на Ернст Майстер и задълбочено се занимават с творчеството му са Ханс Бендер, Петер Хандке, Михаел Крюгер, Кристоф Мекел, Оскар Пастиор и Паул Вюр.
През 1981 г. град Хаген учредява литературната награда за поезия „Ернст Майстер“.